# História da Igreja

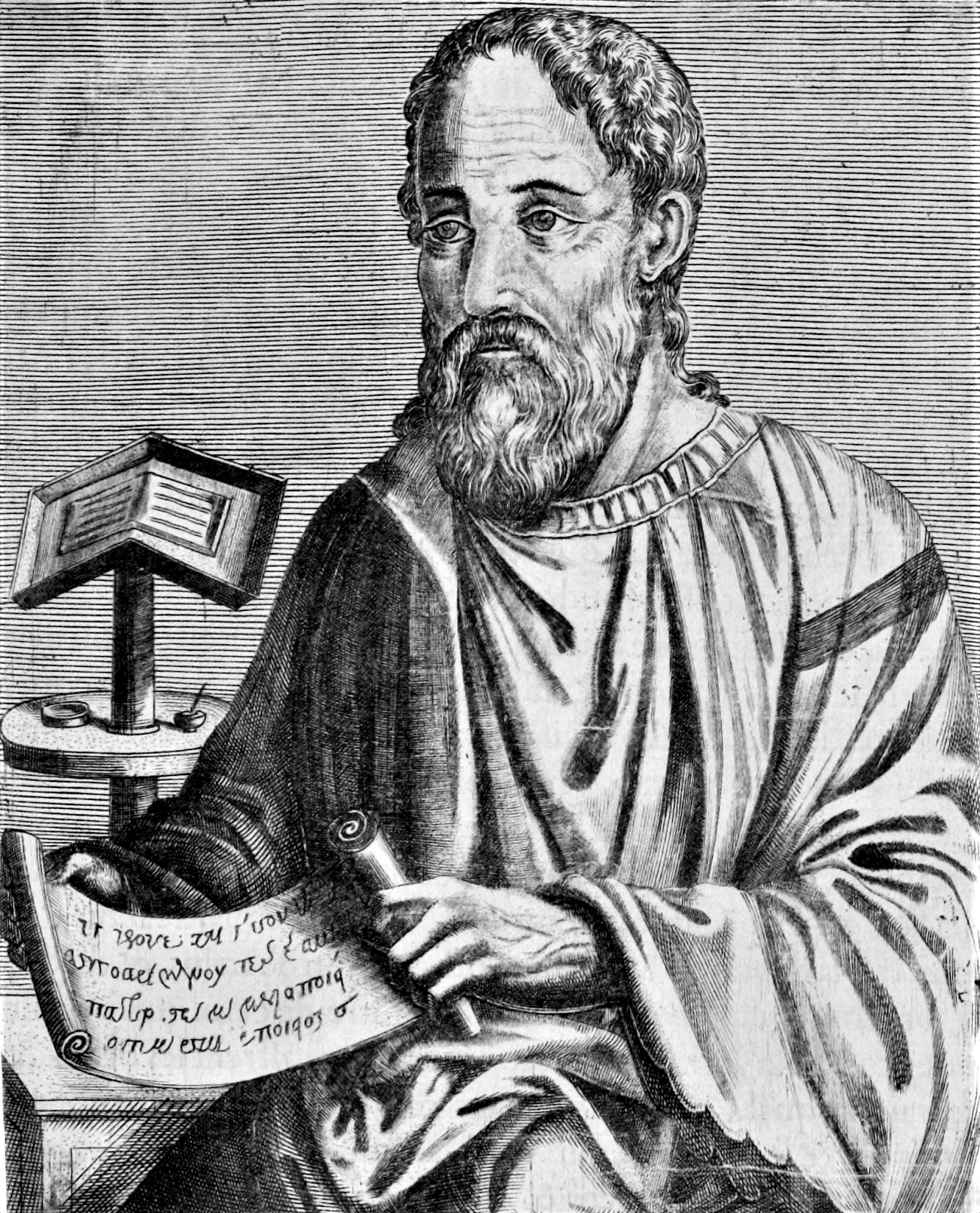
Eusébio de Cesareia

História da Igreja ou história eclesiástica é a historiografia que se dedica ao estudo específico da História da Igreja, entendida como história tanto das diversas instâncias eclesiásticas existentes no interior do cristianismo, quanto história dos cristãos considerados "leigos" pela teologia cristã. Isto é, a História da Igreja investiga tanto a história da Igreja Católica, quanto a da Igreja Ortodoxa e Igrejas Protestantes (além de outras Igrejas menores). Além disso, o entendimento do que significa "Igreja" vai além do aspecto meramente eclesiástico e clerical; abarcando também o estudo dos diversos contextos sócio-econômicos, políticos e culturais nos quais as diversas Igrejas estão inseridas em determinados contextos hitóricos. Aborda a edificação da igreja e a sua identidade.
Henry Melvill Gwatkin definiu a história da igreja como "o lado espiritual da história das pessoas civilizadas desde a vinda de nosso Mestre". AM Renwick, no entanto, define como um relato do sucesso e fracasso da Igreja na realização da Grande Comissão de Cristo. Renwick sugere uma divisão quádrupla da história da igreja em atividade missionária, organização da igreja, doutrina e "o efeito na vida humana".
A história da igreja é frequentemente, mas nem sempre, estudada de uma perspectiva cristã. Escritores de diferentes tradições cristãs frequentemente destacam pessoas e eventos particularmente relevantes para sua própria história denominacional. Escritores católicos e ortodoxos frequentemente destacam as realizações dos concílios ecumênicos, enquanto os historiadores evangélicos podem se concentrar na Reforma Protestante e nos Grandes Despertares.

## Historiadores notáveis da igreja
- Henry Melvill Gwatkin
- Diarmaid MacCulloch
- George Marsden
- Martin E. Marty
- Mark Noll
- Catherine Pepinster
- Philip Schaff
- Carl Trueman
- Paul Woolley